# Hiatus (fonetik)
Hiatus (uttalas med accent II: /hiˈatˌus/) är en fonetikterm som innebär vokalmöte, i mötet mellan två ord eller delar (fonem, morfem) av ord där den första slutar på en vokal och den andra börjar på en vokal. Exempel är se upp, vi anser och beakta. 
I klassisk poetik ansågs hiatus vara olämpligt. Olika språk försöker undvika hiatus på olika sätt, till exempel genom elision det vill säga bortfall av den ena vokalen. Även andra sätt förekommer:
Ett vanligt exempel från engelska språket gäller den obestämda artikeln. Den heter oftast a (som i a cat) men an då det påföljande ordet har ett initialt (inledande) vokalljud (an umbrella, an early walk). Däremot heter det a young woman, eftersom y här representerar ett konsontantljud.
Ytterligare ett exempel utgör det engelska ordet over. I standardengelskan är det finala (avslutande) r:et stumt, men i uttrycket "over and over again" uttalas r:en på båda ställena. Detta för att hiatus annars skulle uppstå.

## Hiatus i svenskan
Svenska språket bejakar hiatus. Det finns till och med exempel på hela meningar som är hiatus: 
Ur en litterär värmlandshistoria, förmedlad av Fröding, hämtar vi följande mening: 
Å i åa ä e ö, på rikssvenska: Och i ån är en ö.
En variant ger följande beskrivning av husdjurs belägenhet på gutnisk svenska: 
Oe ey ei a eyi i ai (där o:et uttalas som åo), vilket betyder vår tacka är på ön i ån.
På rättviksmål kan argumentet "O a e. Å e o a, e a i å!" givas. (Hon har det. Och det som hon har, det har ni också!)